# Фаурешты
Фаурешты (рум. Făurești) — село в Молдавии, в составе коммуны Чореску сектора Рышкановка муниципия Кишинёв. Кроме него в коммуну также входят сёла Чореску и Гоян.

## История
Фаурешты — очень старое поселение, история которого точно неизвестна. В летописях сказано, что в небольшом селе Фаур (или Фэурарь) жили каменщики и прочие ремесленники. Основным занятием населения были добыча и обработка местного камня. На могилах на сельском кладбище существует много резных каменных памятников, датируемых концом XVII — началом XVIII века.
С началом советской эпохи в селе начата масштабная добыча камня для строительства городов по всему Советскому Союзу.